# Olga Vasdeki
Olga Vasdeki (grško Όλγα Βασδέκη), grška atletinja, * 26. september 1973, Volos, Grčija.
Nastopila je na poletnih olimpijskih igrah v letih 1996, 2000 in 2004 v troskoku, dosegla je peto, sedmo in enajsto mesto. Na svetovnih prvenstvih je osvojila bronasto medaljo leta 1999, na evropskih prvenstvih naslov prvakinje leta 1998, na evropskih dvoranskih prvenstvih pa bronasto medaljo leta 1996.